# Рябухинське газоконденсатне родовище
Рябухинське газоконденсатне родовище — дрібне родовище у Нововодолазькому районі Харківської області України, за чотири десятки кілометрів від південно-західної околиці Харкова. 

## Опис
Належить до Рябухинсько-Північно-Голубівського нафтогазоносного району Східного нафтогазоносного регіону України.
Родовище відкрили у серпні 2018 року унаслідок спорудження компанією «Укргазвидобування» свердловини Рябухинська-207, яка показала притік газу на рівні 15 тис. м3 на добу.
Запаси родовища оцінили у 150 млн м3.
В 2019—2020 роках в районі родовища проведені додаткові сейсморозвідувальні роботи.